# Epectinaspis ambigens
Epectinaspis ambigens är en skalbaggsart som beskrevs av Bates 1888. Epectinaspis ambigens ingår i släktet Epectinaspis och familjen Rutelidae. Inga underarter finns listade i Catalogue of Life.